# Kurfürst-Balduin-Realschule plus (Trier)
Die Kurfürst-Balduin-Realschule plus ist eine Realschule plus in Trier im Bundesland Rheinland-Pfalz.
Die Kurfürst-Balduin-Realschule ist eine integrative Realschule und Schwerpunktschule für Integration. An der Schule lernen Schüler mit und ohne Förderbedarf gemeinsam. Die Schule liegt am Trierweilerweg 12 im Ortsbezirk Trier-West/Pallien. An der Schule ist sowohl der Abschluss der Berufsreife als auch der Erwerb des qualifizierten Sekundarabschlusses möglich.
Benannt ist die Schule nach dem Kurfürst Balduin von Trier, einem Bruder Kaiser Heinrichs VII., der 1307 bis 1354 Erzbischof und Kurfürst von Trier war und als einer der einflussreichsten Reichsfürsten in der ersten Hälfte des 14. Jahrhunderts gilt.